# 青木拓己
青木 拓己（あおき たくみ、2000年4月7日 - ）は、ジャパンラグビーリーグワンリコーブラックラムズ東京に所属するラグビー選手。

## プロフィール
- 奈良県天理市出身。
- ポジションはセンター(CTB)。
- 身長 185 cm、体重 94 kg
- U20日本代表に選ばれたことがある[1]。

## 略歴
中学2年生からラグビーを始めた。
2019年、御所実業高校卒業後、大東文化大学に入学。なお御所実業高校時代、主将を務めて、高校日本代表候補に選ばれたことがある。
2022年、大東文化大学ラグビー部の共同主将に就任。
2023年1月、アーリーエントリーでリコーブラックラムズ東京に加入。同年3月、大東文化大学卒業。